# Per Wind (roer)
 Ikke at forveksle med Per Wind.
Per Wind (født 16. oktober 1947 på Frederiksberg, Danmark) er en dansk tidligere roer.
Wind var med ved OL 1972 i München, hvor han sammen med Mogens Holm, Bjarne Pedersen, Jens Lindhardt og styrmand Kim Wind udgjorde den danske firer med styrmand. Danskerne roede to heat i konkurrencen, et indledende heat og et opsamlingsheat, og sluttede på sidstepladsen i begge.